# Lampides croculana
Lampides croculana är en fjärilsart som beskrevs av Hans Fruhstorfer 1916. Lampides croculana ingår i släktet Lampides och familjen juvelvingar. Inga underarter finns listade i Catalogue of Life.